# Mama (软件)
Mama是一种面向对象的编程语言，是为了帮助年轻学生通过使用自己母语的语言元素接触编程而设计的。Mama编程语言适用于几种语言，并带有LTR（從左到右）和RTL（從右到左）语言指导支持。
新的Mama变种构建在美國卡耐基梅隆大学的Alice开发环境上，支持3D舞台对象的脚本编程。这个新的Mama变种是为帮助年轻学生通过构建3D动画和游戏接触编程而设计的。

## 历史
Mama的开始版本 - 1.0, 1.1和1.2 - 提供简单的整合的开发环境（IDE），其包含对标准元素的支持，例如带有语法高亮的文本标记，编译器，调试器，输出窗口等。从1.5版本开始，Mama就整合了开源的Alice IDE以支持拖放编程和3D动画。Mama通过Java实现。
当前版本1.5.4，有英语和希伯来语两个版本，并且可以在Microsoft窗口中运行.

## 设计
产业编程语言为产品代码而设计的，因此引入了额外的复杂度。Mama仅仅是为教授编程概念，提供简单快捷的开发方法而设计的。语法错误会让刚开接触编程的学生感到很沮丧 - Mama借助3D模型在Alice上的变种中使用拖放模式创建计算机动画。
Mama语言是一种简单的面向对象的语言，而Alice IDE是基于对象的。这就意味着，在使用Mama语言编写文本脚本时支持所有面向对象的元素（继承，多形态，原生编程，观察者模式风格的事件处理），使用拖放模式创建对象和方法是基于对象的 - 没有继承（因此也没有多形态）。最后的观察会让初学者困惑 - 因此建议只在计算机课程的高级阶段使用Mama脚本。
Mama 1.5对Alice 2.2的主要改进。
- 作为（丰富）的脚本语言添加Mama编程语言 - 3D场景对象可以通过脚本机制操纵。
- 完全支持统一码。
- 3D对象的创建和编辑。
- 支持上传视频至ouTube和在Facebook发布。
- 支持场景和角色。
- 面向指导人员的教程编辑器工具。
- 带有音频的视频输出。
- 用户独立运行的可运行程序。
- 更好的菜单逻辑。
- 修复了许多漏洞。

## IDE基础知识
IDE窗口由几个部分组成：在顶部你会发现主菜单和工具栏，它允许你执行命令。例如创建/打开一个world程序，输出3D对象到world，创建独立运行的应用，导出动画到YouTube等。

主窗口中的五个窗口是：
- 对象树 - 包含当前world程序中的对象列表。
- 3D窗口 - 放置，移动，旋转对象的地方。
- 事件区域 - 允许你编辑某个事件发生时的情况。
- 细节区域 - 包含了3个标签中被选中的对象信息：属性，方法和函数。
- 编辑器区域（在底部）- 是使用拖拽指令的方式编写程序代码的地方。

在场景编辑模式下，上述两个部分被取代：
- 控制面板 - 代替事件区域，并显示各种用于操作3D窗口中对象的控制指令。
- 对象图库 - 代替编辑区域，并显示等级文件夹中的对象，以便选择并嵌入到3D窗口。

以下是Alice IDE中可用的基本类型：
- 数字 - 数字类型，代表整数和实数
- 布尔 - 布尔值，接受真或假
- 对象 - 一般Mama对象
- 字符串 - 字符串，字符的集合
- 颜色 - RGB颜色
- 结构地图 - 结构地图
- 声音 - 声音
- 姿势 - 对象的被捕获的姿势
- 位置 - 定义3D空间中位置的3D数组
- 定向 - 定义3D空间定位的3D数组
- 视角 - 定位和位置的组合

在编辑器区域底部可用的控制指令：
- 顺序执行 - 顺序执行指令序列
- 一起执行 - 同时执行指令序列
- 如果 - 只在给定条件下顺序执行指令序列
- 当 - 当给定条件成立，顺序执行指令序列
- 对于 - 顺序执行指令序列给定次数
- 对于所有顺序执行 - 迭代给定集合，顺序执行指令序列
- 对于所有一起执行 - 迭代给定集合，同时执行指令序列
- 等待 - 等待给定的秒数
- 打印 - 打印数据到输出控制台
- 声明 - 声明一个条件为真，如果条件为假显示一条消息（Mama1.5新指令）
- 脚本 - 给程序添加自由Mama脚本
- # - 给程序添加注释

## 引用资料
- Mama语言参考手册
- Mama IDE参考手册
- 《学习使用Alice编程》, Wanda P. Dann, Stephen Cooper, Randy Pausch:  ISBN 0-13-187289-3
- 《面向青少年的可视化World程序的设计和创建》; Charles R. Hardnett; Course Technologies PTR, 2009; ISBN 1598638505, ISBN 9781598638509